# Lauro Ayestarán
Lauro Ayestarán (Montevideo, 9 de julio de 1913-Montevideo, 22 de julio de 1966) fue un musicólogo uruguayo, investigador del folclore y de la historia de la música en Uruguay.

## Biografía
Sus padres fueron Nicolás Ayestarán Loinaz y Ana María Fernández Ayestarán. Sus estudios primarios y secundarios los realizó en el colegio del Sagrado Corazón (ex Seminario) de los jesuitas y en el Conservatorio Larrimbe siguió estudios de piano y de teoría musical, que terminó en 1934.
Paralelamente, había iniciado en 1930 los estudios Preparatorios en Derecho en el Instituto Alfredo Vázquez Acevedo y luego ingresado a la facultad correspondiente de la Universidad de la República, pero la abandonó al año siguiente. 
Cuando dejó sus estudios universitarios comenzó a ejercer la crítica musical, cinematográfica y teatral en el diario El Bien Público, la que continuará por varios años en diversos medios: en el semanario Marcha (1939), El País, El Plata y El Día.

### Profesor

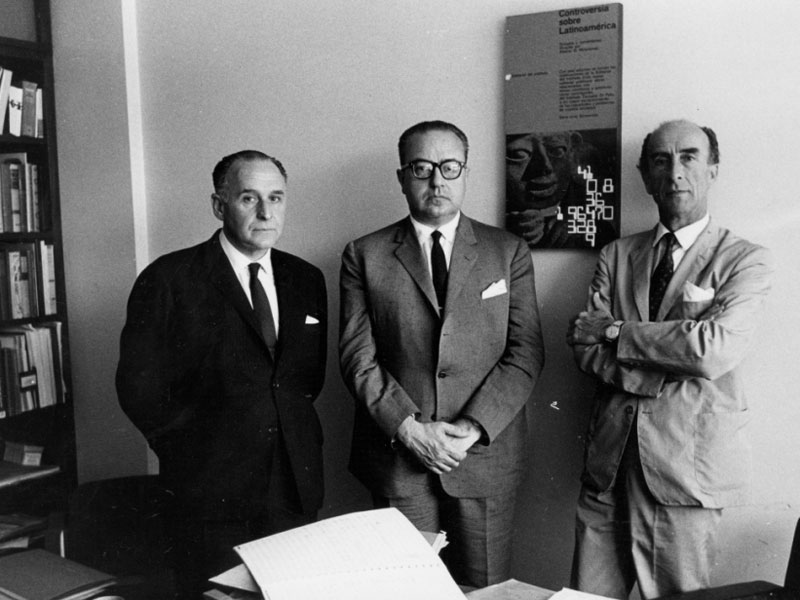
Ayestarán junto a los compositores Alberto Ginastera (centro) y Alfonso Letelier (derecha), miembros del primer jurado de becarios del Instituto Di Tella de Buenos Aires en 1962.

Desde 1937 y por muchos años será profesor de Canto Coral en la enseñanza secundaria. Asumió en 1946 la cátedra de Musicología en la recién creada Facultad de Humanidades y Ciencias de la Universidad de la República, y confeccionó todos los programas de la licenciatura de música, quedando a cargo de Alberto Soriano aquella que correspondía a la licenciatura de Etnología.
Cuando se crea el Instituto de Profesores Artigas, enseña allí Historia de la Música. Su tarea docente se extiende, además, a la escuela municipal de música y el Conservatorio Nacional de Música. Y más allá del Uruguay, en la Pontificia Universidad Católica Argentina Santa María de los Buenos Aires, organiza el departamento de Investigaciones Musicales y Folclóricas y dicta cursos de Etnomusicología. En 1959 es nombrado director de programaciones radiales del SODRE.

### Investigador
En 1941 comienza sus primeras investigaciones del folclore uruguayo, recorre el interior del país con un grabador en búsqueda de viejos músicos populares, aquellos que aún cantaban no sólo cifras, estilos y milongas, sino también viejos romances hispánicos. En esta tarea, llegó a reunir unas 4000 grabaciones.
Producto de esas investigaciones, publica en 1953 el primer tomo de su obra La música en el Uruguay, que analiza la música primitiva tanto indígena como negra y la música culta hasta 1860.
Gran parte de este trabajo de investigación y edición lo realizó con la ayuda de su esposa Flor de María Rodríguez, con quien se había casado en 1940.
Lamentablemente el proyecto que abarcaba la publicación de tres tomos no pudo ver la luz debido a su prematura desaparición, a los 53 años. Su vasto archivo de investigación todavía espera ser redactado y continuado.

### Crítico
Fue director de la "Página Teatral" del diario montevideano El Bien Público; sus críticas musicales las firmaba con el seudónimo Ural.

## Reconocimientos

### Nacionales
El 26 de marzo de 2009, por resolución del Ministerio de Educación y Cultura, fue creado el Centro Nacional de Documentación Musical Lauro Ayestarán, que tiene como objetivo recopilar y rescatar el legado musical latinoamericanista.
Una calle en el barrio Atahualpa en Montevideo lo recuerda y conmemora.

### Internacionales
- Socio del International Folk Music Council de Londres.
- Miembro de la Asociación española de Etnología y Folklore.
- Académico de la Academia Brasileira de Música.
- Miembro de la Academia Internacional de Musicología.

## Publicaciones
- Doménico Zipoli. El gran compositor y organista romano del 1700 en el Río de la Plata. (Museo Histórico Nacional. 1941.)
- Crónica de una temporada musical en el Montevideo de 1830 (Ediciones Ceibo. 1943.)
- Fuentes para el estudio de la música colonial uruguaya (Universidad de la República. 1947.)
- La música indígena en el Uruguay (Universidad de la República. 1949.)
- La primitiva poesía gauchesca en el Uruguay. Tomo 1 (El Siglo Ilustrado. 1950.)
- La misa para el día de difuntos de Fray Manuel Ubeda (Universidad de la República. 1952.)
- La música en el Uruguay. Volumen I (Sodre. 1953.)
- Virgilio Scarabelli (Monteverde. 1953.)
- Luis Sambucetti. Vida y obra (Museo Histórico Nacional. 1956.)
- El centenario del Teatro Solís (Comisión de Teatros Municipales. 1956.)
- La primera edición uruguaya del "Fausto" de Estanislao del Campo (Universidad de la República. 1959.)
- Presencia de la Música en Latinoamérica. La joven generación musical y sus problemas. (Universidad de la República. 1959.)
- Doménico Zipoli. Vida y obra (Museo Histórico Nacional. 1962.)
- El Minué Montonero (en colaboración con Flor de María Rodríguez. Ediciones de la Banda Oriental. 1965.)

### Obras póstumas
- El folklore musical uruguayo (Arca. 1967.)
- Teoría y práctica del Folklore (Arca. 1968.)
- Cinco canciones folklóricas infantiles (Asociación de Educadores Musicales del Uruguay, 1969.)
- El Himno Nacional (Arca. 1974.)
- El candombe a través del tiempo (Fono-Música. 1983.)
- El tamboril y la comparsa (recopilación de sus textos por Flor de María Rodríguez y Alejandro Ayestarán. Arca. 1990.)
- Las músicas infantiles en el Uruguay (recopilación de sus textos por Flor de María Rodríguez y Alejandro Ayestarán. 1995.)